# Charles Robert Senhouse Pitman
Pour les articles homonymes, voir Pitman.
Charles Robert Senhouse Pitman est un naturaliste britannique, né le 19 mars 1890 à Bombay et mort le 22 septembre 1975 à Londres.

## Biographie
Il étudie à la Royal Military College de Sandhurst et en sort avec le grade de second lieutenant en 1909. Il sert en Inde jusqu’à la Première Guerre mondiale. Durant celle-ci, il est envoyé en Égypte, en France, en Mésopotamie et en Palestine. Il est décoré à plusieurs occasions notamment par l’ordre du Service distingué et de la Croix militaire.
Pitman quitte l’armée en 1921 avec le rang de lieutenant-colonel et part s’installer dans une ferme au Kenya. De 1925 à 1950, il est garde chasse dans le protectorat de l’Ouganda, à l’exception des périodes 1931-1932 où il est garde chasse dans le nord de la Rhodésie (aujourd’hui la Zambie) et de 1941 à 1946 où il dirige les services secrets de l’Ouganda. Il est fait, en 1950, commandeur de l’Ordre de l'Empire britannique et se retire à Londres en 1951. Il y continue d’être actif dans les organisations scientifiques et de protection de l’environnement.
Il fait paraître de nombreuses publications scientifiques (sur les reptiles, les oiseaux et les mollusques) ainsi que des livres de vulgarisation sur son métier de garde chasse. Son Report on a Faunal Survey of Northern Rhodesia with especial reference to Game, Elephant Control and National Parks (1934) conduit à la création d’un département de protection de la vie sauvage en Zambie.

## Annexe

### Liste partie des publications
- 1931 : A Game Warden among his Charges (Nisbet & Co., Londres, réimprimé en 1945 – nouvelle édition par Harmondsworth, New York en, 1943).
- 1938 : A Guide to the Snakes of Uganda (Kampala – réédité par Wheldon and Wesley en 1974).
- 1945 : A Game Warden takes Stock (James Nisbet & Co., Londres).
- 1956 : Common Antelopes (Longmans, Green & Co., Londres).

### Orientation bibliographique
- C.W. Benson (1976). Charles Robert Senhouse Pitman, Ibis, 118 (3) : 427-428.

### Source
- Kraig Adler (1989). Contributions to the History of Herpetology, Society for the study of amphibians and reptiles : 202 p.  (ISBN 0-916984-19-2)